# Estouteville-Écalles
Estouteville-Écalles és un municipi francès situat al departament del Sena Marítim i a la regió de Normandia. L'any 2007 tenia 479 habitants.

## Demografia

### Població
El 2007 la població de fet d'Estouteville-Écalles era de 479 persones. Hi havia 147 famílies de les quals 20 eren unipersonals (12 homes vivint sols i 8 dones vivint soles), 41 parelles sense fills, 74 parelles amb fills i 12 famílies monoparentals amb fills.
La població ha evolucionat segons el següent gràfic:
Habitants censats

### Habitatges
El 2007 hi havia 167 habitatges, 160 eren l'habitatge principal de la família i 7 estaven desocupats. 157 eren cases i 9 eren apartaments. Dels 160 habitatges principals, 133 estaven ocupats pels seus propietaris, 26 estaven llogats i ocupats pels llogaters i 1 estava cedit a títol gratuït; 1 tenia dues cambres, 18 en tenien tres, 29 en tenien quatre i 112 en tenien cinc o més. 142 habitatges disposaven pel capbaix d'una plaça de pàrquing. A 57 habitatges hi havia un automòbil i a 93 n'hi havia dos o més.

### Piràmide de població
La piràmide de població per edats i sexe el 2009 era:
| Homes | Edats   | Dones |
| ----- | ------- | ----- |
| 0     | 95 o +  | 0     |
| 0     | 90 a 94 | 12    |
| 0     | 85 a 89 | 4     |
| 0     | 80 a 84 | 4     |
| 8     | 75 a 79 | 12    |
| 12    | 70 a 74 | 16    |
| 4     | 65 a 69 | 0     |
| 4     | 60 a 64 | 16    |
| 8     | 55 a 59 | 0     |
| 16    | 50 a 54 | 12    |
| 4     | 45 a 49 | 4     |
| 24    | 40 a 44 | 20    |
| 24    | 35 a 39 | 8     |
| 12    | 30 a 34 | 32    |
| 4     | 25 a 29 | 4     |
| 4     | 20 a 24 | 0     |
| 8     | 15 a 19 | 16    |
| 28    | 10 a 14 | 12    |
| 12    | 5 a 9   | 12    |
| 16    | 0 a 4   | 12    |

## Economia
El 2007 la població en edat de treballar era de 292 persones, 225 eren actives i 67 eren inactives. De les 225 persones actives 213 estaven ocupades (107 homes i 106 dones) i 12 estaven aturades (3 homes i 9 dones). De les 67 persones inactives 23 estaven jubilades, 29 estaven estudiant i 15 estaven classificades com a «altres inactius».

### Ingressos
El 2009 a Estouteville-Écalles hi havia 157 unitats fiscals que integraven 456 persones, la mediana anual d'ingressos fiscals per persona era de 17.019 €.

### Activitats econòmiques
Dels 16 establiments que hi havia el 2007, 1 era d'una empresa de fabricació d'altres productes industrials, 3 d'empreses de construcció, 4 d'empreses de comerç i reparació d'automòbils, 2 d'empreses de transport, 1 d'una empresa d'informació i comunicació, 2 d'empreses immobiliàries, 2 d'entitats de l'administració pública i 1 d'una empresa classificada com a «altres activitats de serveis».
Dels 3 establiments de servei als particulars que hi havia el 2009, 1 era una fusteria, 1 lampisteria i 1 empresa de construcció.
L'any 2000 a Estouteville-Écalles hi havia 8 explotacions agrícoles.

## Equipaments sanitaris i escolars
El 2009 hi havia una escola elemental integrada dins d'un grup escolar amb les comunes properes formant una escola dispersa.

## Poblacions més properes
El següent diagrama mostra les poblacions més properes.